# 安托尼夫卡 (科羅斯特舍夫區)
50°18′50″N 29°20′3″E / 50.31389°N 29.33417°E
安托尼夫卡（烏克蘭語：Антонівка）是烏克蘭北部的村莊，隸屬日托米爾州的日托米爾區。該村始建於1895年，面積0.48平方公里，海拔高度195米，2001年人口45。